# Ataenius raccurti
Ataenius raccurti är en skalbaggsart som beskrevs av Fortuné Chalumeau 1978. Ataenius raccurti ingår i släktet Ataenius och familjen Aphodiidae. Inga underarter finns listade.